# Comuna Kuzmînți, Haisîn
Kuzmînți (în ucraineană Кузьминці) este o comună în raionul Haisîn, regiunea Vinnița, Ucraina, formată din satele Pavlivka, Sokilți, Kuzmînți (reședința) și Șciurivți.

## Demografie
Componența lingvistică a satului Kuzmînți
     Ucraineană (98,01%)
     Rusă (1,92%)
Conform recensământului din 2001, majoritatea populației satului Kuzmînți era vorbitoare de ucraineană (98,01%), existând în minoritate și vorbitori de rusă (1,92%).